# 西畴青冈
西畴青冈（学名：Quercus sichourensis）为壳斗科栎属下的一个种。